# ماریا جووانا المی
ماریا جووانا اِلمی (ایتالیایی: Maria Giovanna Elmi؛ زادهٔ ۲۵ اوت ۱۹۴۰) یک روزنامه‌نگار، خواننده، هنرپیشه، و مجری تلویزیون در «رای» اهل ایتالیا است.
او دو مرتبه مجری جشنواره موسیقی سانرمو (۱۹۷۷ و ۱۹۷۸) بود.